# 严王后
嚴王后（?—?），前凉文王张骏的王后。建兴十二年（324年），张骏即位，张骏名义上是东晋朝廷的臣子，封爵为西平公，建兴二十年（332年），张骏称假涼王，立嚴氏为王后。建兴三十四年（346年）五月廿三，张骏去世，次子张重华即位，尊嫡母嚴王后为太王太后，尊生母昭仪马氏为王太后。到建兴四十一年（353年）张重华去世的时候，史书上在这时只提到马太后，而没有提到嚴太后，嚴太后很可能已经去世。